# National Board of Review Awards 2011
83rd NBR Awards

Melhor Filme:
Hugo
O 83° Prêmio National Board of Review, premiou os melhores filmes de 2011.

## Top 10: Melhores Filmes do Ano
Filmes listados em ordem alfabética (de acordo com o título original), exceto o primeiro, que é classificado como Melhor Filme do Ano:
- Hugo
- The Artist
- The Descendants
- Drive
- The Girl with the Dragon Tattoo
- Harry Potter and the Deathly Hallows – Part 2
- The Ides of March
- J. Edgar
- The Tree of Life
- War Horse

## Melhores Filmes Estrangeiros do Ano
(em ordem alfabética)
- 13 Assassins
- Tropa de Elite 2: O Inimigo Agora É Outro
- He'arat Shulayim
- Le Havre
- Point Blank

## Melhores Documentários do Ano
(em ordem alfabética)
- Born to Be Wild
- Buck
- George Harrison: Living in the Material World
- Project Nim
- Senna

## Top 10: Melhores Filmes Independentes do Ano
(em ordem alfabética)
- 50/50
- Another Earth
- Beginners
- A Better Life
- Cedar Rapids
- Margin Call
- Shame
- Take Shelter
- We Need To Talk About Kevin
- Win Win

## Vencedores
- Melhor Filme:
  - Hugo
- Melhor Diretor:
  - Martin Scorsese, Hugo
- Melhor Ator:
  - George Clooney, The Descendants
- Melhor Atriz:
  - Tilda Swinton, We Need to Talk About Kevin
- Melhor Ator Coadjuvante:
  - Christopher Plummer, Beginners
- Melhor Atriz Coadjuvante:
  - Shailene Woodley, The Descendants
- Melhor Filme Estrangeiro:
  - A Separation
- Melhor Documentário:
  - Paradise Lost 3: Purgatory
- Melhor Filme de Animação:
  - Rango
- Melhor Elenco:
  - The Help
- Melhor Revelação:
  - Felicity Jones, Like Crazy
  - Rooney Mara, The Girl with the Dragon Tattoo
- Prêmio Spotlight:
  - Michael Fassbender, A Dangerous Method, Jane Eyre, Shame, X-Men: First Class
- Prêmio Spotlight de Melhor Diretor Estreante:
  - J. C. Chandor, Margin Call
- Melhor Roteiro Original:
  - Will Reiser, 50/50
- Melhor Roteiro Adaptado:
  - Nat Faxon & Alexander Payne & Jim Rash, The Descendants
- Prêmio Conquista Especial em Cinema:
  - A franquia de Harry Potter, por "uma tradução distinta do livro para o cinema"
- NBR Liberdade de Expressão:
  - Crime After Crime
  - Pariah